# Фейн, Фрэнсис, 1-й граф Уэстморленд
Фрэ́нсис Фе́йн, 1-й граф Уэстморленд (англ. Francis Fane, 1st Earl of Westmorlandy; 1 февраля 1580 — 23 марта 1629) — английский аристократ и политический деятель, 1-й граф Уэстморленд (1624—1629).

## Биография

Портрет Фрэнсиса Фейна в коронационной мантии

Фрэнсис Фейн был старшим сыном сэра Томаса Фейна и его второй жены Мэри Невилл, баронессы ле Диспенсер, дочери Генри Невилла, 6-го барона Бергавенни и его первой жены Фрэнсис Меннерс.
Получив школьное образование, Фейн поступил в Куинз-колледж, один из колледжей Кембриджского университета. В 1597 году он был принят в Линкольнс-Инн, где продолжал получать юридическое образование, которое им было получено. В 1601 году он был избран в парламент, где он состоял в нескольких комитетах, которые касались лесного и сельского хозяйства.
25 июля 1603 года при короле Якове I он был посвящён в рыцари Бани. В последующие годы он четыре раза избирался в парламент от двух избирательных округов. Он принимал активное участие в составлении некоторых законопроектов, а также занимал административные должности в некоторых графствах.
В 1624 году для Фрэнсиса Фейна были воссозданы два титула барона Бергерш и графа Уэстморленд, возведя его таким образом в пэрское достоинство. В 1626 году после смерти матери он унаследовал её титул, как барон ле Диспенсер, а юридически он претендовал на титул барона Абергавенни.
Скончался 23 марта 1629 года в возрасте 49 лет, ему наследовал старший сын Майлдмей.

## Семья
Фрэнсис Фейн был женат на Мэри Майлдмей Фейн, единственной дочери Энтони Майлдмея и его супруги Грейс Шеррингтон. У супругов было 12 детей (7 сыновей и 5 дочерей), среди которых были:
- Майлдмей Фейн (24 января 1602 – 12 февраля 1666), наследник отца и поэт;
- Томас Фейн, умер в детстве;
- Грейс Фейн (ум. 1633), вышла замуж за Джеймса Хоума, 2-го графа Хоум[англ.] (ум. 1633), брак был бездетным;
- Мэри Фейн (1606 — 1634), вышла замуж за Даттона Джерарда, 3-го барона Джерард, брак был бездетным;
- Фрэнсис Фейн[англ.] (ок. 1611 — ок. 1681), участник гражданской войны на стороне кавалеров;
- Энтони Фейн (1612 — 1643), участник гражданской войны на стороне круглоголовых, умер от ран;
- Рейчел Фейн (28 января 1613 – 11 ноября 1680), драматург, дважды выходила замуж и оба брака были бездетными;
- Джордж Фейн[англ.] (ок. 1616 – апрель 1663), участник гражданской войны на стороне кавалеров;
- Элизабет Фейн (?), дважды выходила замуж, в браках были дети;
- Кэтрин Фейн, была супругой Коньерса Дарси, 2-го графа Холдернесс[англ.], брак был бездетным.